# Општина
Општина је основна територијална јединица у којој се остварује локална самоуправа. Образује се за једно или више насељених места, односно катастарских општина и по правилу има минимум 10.000 становника. Општина остварује своје надлежности на основу Устава, закона и статута општине и има право да се бави свим питањима од локалног интереса, осим оних питања која су додељена у надлежност неком другом нивоу власти. Општине су у Србији дефинисане Законом о територијалној организацији Републике Србије. Осим у Србији, општине је основна територијална јединица и у осталим државама насталим распадом бивше Југославије: Словенији, Хрватској, Босни и Херцеговини, Црној Гори и Македонији, као и у другим земљама (Бугарској, Румунији...).
Муниципалитет је обично појединачна урбана или административна јединица која има корпоративни статус и овлашћења самоуправе или надлежности по националним и државним законима којима је подређена. Од ње се мора разликовати округ, који може да обухвата руралну територију или бројне мале заједнице као што су варошице, села и засеоци. Термин муниципалитет такође може да се односи на управно или владајуће тело одређене општине. Муниципалитет је административна подела опште намене, за разлику од области за посебне намене. Овај термин је изведен из француске речи municipalité и латинске речи municipalis. Енглеска реч municipality је изведена из латинског друштвеног уговора municipium (термина изведеног из речи са значењем „носиоци дужности”), што се односи на латинске заједнице које су снабдевале Рим војницима у замену за сопствено укључивање у римску државу (давањем римског држављанства житељима) истовремено дозвољавајући заједницама да задрже властите локалне власти (ограничена аутономија). Муниципалитет може да буде било која политичка надлежност суверене државе, као што је кнежевина Монако, до малог села, као што је Вест Хемптон Дунс (Њујорк). Територија над којом је надлежан муниципалитет може обухватити: (а) само једно насељено место као што је град, варош, или село, (б) неколико таквих места (нпр, ране надлежности савезне државе Њу Џерзија (1798–1899) као градске општине које управљају са неколико села, општине Мексика), (в) само делови таквих места, понекад четврти града, као што су 34 муниципалитета Сантијага, Чиле.

## Послови општине
Послови општине су послови самосталне надлежности и пренесени послови државне управе.
Послови из самосталне надлежности општина обухватају послове на плану регулаторних радњи и управљања општином и послове пружања услуга. У послове регулаторних радњи и управљања општином спада доношење развојних, просторних и других планова и програма, буџета и завршног рачуна буџета, управљање општинском имовином, образовање општинске административне службе и др. У послове пружања услуга уређење и обезбеђење обављања комуналних делатности, обављање специфичних услуга у области културе,
образовања, спорта, здравства, социјалне заштите, туризма, угоститељства, заштите животне околине и у другим областима привреде и друштвене делатности.
Пренесени послови државне управе су послови које Република преноси на општину кад је то по закону уз претходно обављене консултације са општинама. Приликом преношења послова државне управе на општине, Република је дужна општинама доделити и финансијска средства и обезбедити друге потребне услове за њихово ефикасно извршавање.

### Органи општине
Органи општине су: скупштина општине, председник општине, општинско веће и општинска управа.

### Политичка овлаштења
Моћи општина крећу се од виртуелне аутономије до потпуне потчињености држави. Општине могу имати право да опорезују појединце и корпорације порезом на доходак, порезом на имовину и порезом на добит предузећа, али такође могу добити значајна средства од државе. У неким европским земљама, попут Немачке, општине имају уставно право да пружају јавне услуге путем општинских јавних комуналних предузећа.

## Изрази у разним земљама

### Општина
Изрази који су еквивалентни са „општином“, и који се углавном односе на територију или политичку структуру, су шпанска municipio (Шпанија) и municipalidad (Чиле) и каталонска municipi.

### Енглеско говорно подручје
- У Аустралији, термин локална управа[6] (LGA) се користи уместо генеричке општине. Овде „структура LGA покрива само инкорпорисана подручја Аустралије. Инкорпорисана подручја су законски одређени делови држава и територија над којима су инкорпорирани локални органи управе одговорни.“[7]
- У Канади, општине су локалне самоуправе успостављене кроз покрајинско и територијално законодавство, обично у оквиру општих општинских статута.[8][9] Типови општина у Канади укључују градове, окружне општине, општинске округе, општине, парохије, руралне општине, вароши, села и засеоке између осталог.[9] Провинција Онтарио има различите нивое општина, укључујући ниже, горње и појединачне нивое.[10] Типови општина вишег нивоа у Онтарију укључују округе и регионалне општине.[10] Нова Шкотска такође има регионалне општине, које укључују градове, округе, дистрикте или вароши као општинске јединице.[11]